# Cinema 4D
Cinema 4D és un programari de creació de gràfics i animació 3D desenvolupat originàriament per Commodore Amiga, per la companyia Maxon Computer GmbH, a Alemanya. Posteriorment, ha sigut dut a plataformes com Windows i Macintosh (OS 9 i OS X). Aquest software, té les característiques comunes que es troben a aplicacions de modelatge 3D, així com és capaç de tractar la il·luminació, la textura, el modelatge i fins i tot l'animació.

## Característiques
Inicialment, CINEMA 4D va ser desenvolupat per a Amiga, a principis de 1990 i les seves tres primeres versions estaven exclusivament disponibles per a aquesta plataforma. Tot i així, MAXON, va començar a desenvolupar aquest programa per a Windows i Macintosh, buscant així arribar a un públic més ampli.
Existeixen 4 variants disponibles actualment a MAXON: l'aplicació d'un nucli de CINEMA 4D Prime, una versió “Broadcast” amb característiques addicionals de gràfics en moviment, “Visualitzar”, el qual afegeix funcions per al disseny arquitectònic i “Studio”, el qual inclou tots els mòduls.
Al 2014 va haver-hi el llançament d'una cinquena variant, “Lite”, la qual ve empaquetada amb Adobe After Effects Creative Cloud 2014, i actua com a versió introductòria. Per tal d'utilitzar aquesta variant, és necessària l'aplicació d'After Effects en execució per posar-la en marxa.
En relació al programa, caldria dir que les seves principals virtuts són que té una velocitat de renderització molt alta, així com es tracta d'una interfície molt personalitzable i flexible.
La modularitat és una de les seves característiques més destacades.

## Mòduls
Fins a la versió Release 11.5, Cinema 4D tenia un enfocament modular, amb la possibilitat d'ampliar aquesta aplicació principal amb diferents mòduls. Això, va acabar amb la versió 12, tot i que la funcionalitat d'aquests mòduls es manté en les diferents versions de Cinema 4D (Prime, Broadcast, Visualitzar i Studio).

### Mòduls antics

#### Advanced Render
Il·luminació global, càustiques, oclusió d'ambient, profunditat de camp i altres efectes fotorrealistas. Aquest mòdul, des de la versió 2.6, conté també PyroCluster, una eina de generació de partícules complexes, anomenades volumètriques, com fum, pols, flames, vapor, textura, etc.
La renderització de Cinema 4D és molt bona, ja que quan més complex sigui un disseny i més característiques se li afegeixin, aquest es veurà més real. Una de les qualitats més excel·lents és que permet realitzar renderitzats que es poden guardar en diversos formats com JPG, BMP, TIFF, etc. Inclús és possible guardar arxius PSD amb capes, amb el que és possible obtenir capes individuals per ombres, color, brillantor, etc, i treballar-les directament amb Adobe Photoshop o qualsevol altre programa que accepti arxius PSD.
De les característiques més notables és que es poden renderitzar videos en HD i en formats com AVI, Quick Time Video i Quick Time VR. Quan es fa un renderitzat d'una animació, aquesta es guarda quadre per quadre, el que ens permet en un moment donat extreure alguna fotografia de la pel·lícula final sense que aquesta perdi res de la qualitat original.

#### Dynamics

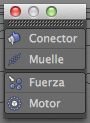
Pestanya Dinàmiques

La pestanya de dinàmica de Cinema 4D permet a l'usuari utilitzar dinàmiques en cossos rígids i en cossos tous. Es gestionen dinàmiques i efectes físics com la gravetat, la fricció, el rebot, la força, així com usar presets afegits a Cinema 4D com per exemple una configuració de Motlle, Connector, Motor… 
Cinema 4D permet ampliar la configuració d'aquestes dinàmiques afegint etiquetes de simulació de cossos dinàmics als objectes desitjats, podent així afegir etiquetes de simulació de dinàmiques com a cos tou, cos col·lisionador, cos rígid, cloth, entre d'altres.

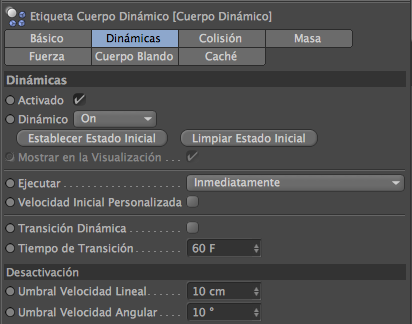
Etiqueta de cos dinàmic aplicada a un objecte paramètric

També ens permet decidir, en un desplegable, quan s'executaran les dinàmiques, si immediatament que apretem el botó de play, a la velocitat de l'objecte, a la col·lisió amb altres objectes dinàmics o finalment amb la funció de Xpresso.
Cinema 4D també permet animar tots aquests paràmetres amb el botó gris situat a l'esquerra de cada paràmetre, al realitzar control click (cmd en mac), canviará a color vermell, el qual indicarà que s'han afegit els paràmetres desitjats als valors d'eix X,Y y Z de l'entorn gráfic 3D.
A l'etiqueta de cos dinàmic també es poden configurar aspectes com la col·lisió de l'objecte seleccionat, la massa d'aquest, la força, el cos tou, així com preparar el caché del cos dinàmic perquè Cinema 4D no hagi de calcular les dinàmiques en tot moment.

#### Mocca
Animació de l'esquelet dels personatges. Permet aplicar controladors IK i FK a personatges o objectes. Aquest mòdul conté també Clothilde, una eina de simulació de tela. És a dir, que permet tant l'animació de personatges com la simulació de tela.

#### Hair
La opció Hair de Cinema 4D permet a l'usuari crear pel, plomes i pelussa, així com editar-lo amb un gran nombre d'eines com un raspall, una pinta… entre molts altres. L'opció hair també ens permet animar el cabell i simular una interacció física amb opcions com el vent o la gravetat a Cinema 4D.

#### ThinkingParticles
Gestió avançada de partícules (de manera que poden reaccionar davant estímuls com la col·lisió entre elles mateixes o volums a l'escena). Aquest, és un sistema millorat de partícules basat en nodes.

#### MoGraph
Efectes d'animació complexos, clonació d'objectes modular. Aquest, inclou Motion Graphics, modelat de processos i animació conjunt d'eines.
A partir de la versió 13, el Cinema 4D es presenta en 4 components:
- Prime (l'ús de la base)
- Broadcast (afegeix MoGraph2)
- Visualitzar (afegeix tutorial virtual, cel, intercanvi de dades, càmera de correspondència…)
- Estudi (el paquet complet).

## Requisits

### Mínims
- Windows Vista, 7, 8 o 10 (64 bits a partir de la versió r14) amb processadors Intel o AMD amb suport per SSE3.
- Mac US X 10.6.8 o superior a 64-bit Intel-Mac.
- Memòria 4GB.
- 7 Gb de Disc Dur.

### Recomanats
- Intel Core Duo.
- Memòria 8 GB o més.
- Monitor de 40" Resolució 1360x768 @60Hz (Herzios) (monitor de 40" ??) >>Revisar.
- Targeta gràfica dedicada a 3D.

## Motors de renderitzat addicionals
A partir de 2014, aquestes alternatives motors de renderitzat i les connexions estan actualment disponibles com a plugs-ins per Cinema 4D:
- finalRender etapa 2.0 sp4 de Cebas Computer GmbH
- FurryBall processador GPU
- FryRender de RandomControl
- Indigo Processador, render fotorrealista imparcial
- Krakatoa de software Thinkbox
- Maxwell Render de Next Limit Technologies
- mental ray y IRAY de at2 GmbH
- Render octanaje, imparcial renderitzador accelerat per GPU de OTOY
- Pixar Renderman connexió Cineman de MAXON Computer GmbH
- Sunflow
- Ray V (Vray4C4D)
- Corona Processador
- Arnold Processador (C4DtoA)

## Edicions
Hi ha edicions de Cinema 4D destinades específicament a arquitectura i a l'enginyeria. La seva última versió de Cinema 4D és R18.

## Empreses que utilitzen el servei
PortAventura Park ho va estar usant en una de les seves atraccions anomenada Sea Odyssey, inaugurada el 2010 i tancada a l'any 2020, utilitzant l'última versió creada per projectar en 4D.
Al 2018 a Londres es va crear una inciciativa anomenada 4D Cinema Experience London Eye. En ell es suma l'experiència d'una pel·lícula en 4D sobre la pròpia ciutat amb l'inoblidable volta a la gran noria, The London Eye.